# Grahame Cheney
Grahame Cheney, född den 27 april 1969, är en australisk boxare som tog OS-silver i lätt welterviktsboxning 1988 i Seoul. I semifinalen slog Cheney ut svensken Lars Myrberg, som därmed fick brons. 